# Wyżyna Szwajcarska

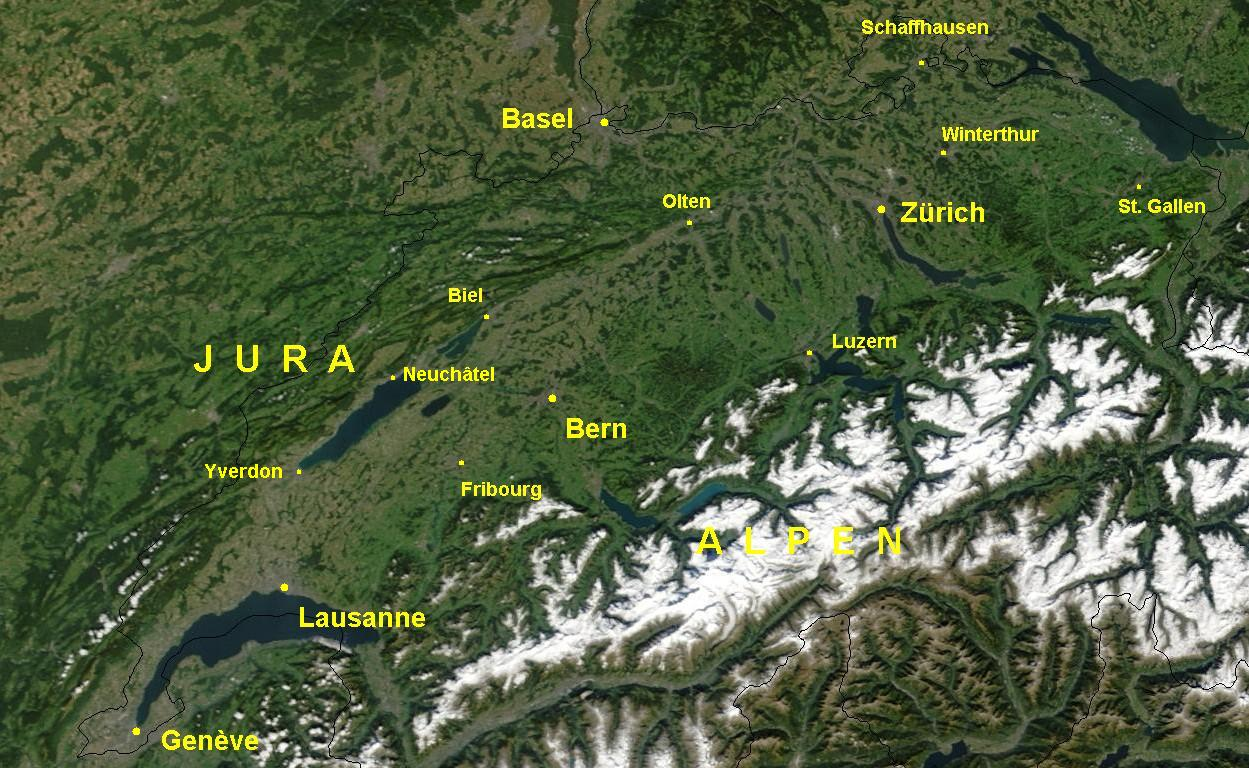
Mapka Wyżyny Szwajcarskiej

Wyżyna Szwajcarska − wyżyna znajdująca się na terenie Szwajcarii między Alpami a górami Jury, ciągnąca się od Jeziora Genewskiego na południowym zachodzie po Jezioro Bodeńskie na północnym wschodzie.

## Geologia
Wyżyna składa się z mało odpornych mioceńskich osadów morskich i rzecznych, tzw. molasy.

## Wysokość
Wyżyna leży na wysokościach od 400 do 1400 m n.p.m., jednakże przeważające wysokości wynoszą od 400 do 500 m n.p.m.

## Ukształtowanie
Ukształtowanie wyżyny cechuje się urozmaiconą rzeźbą z licznymi jeziorami polodowcowymi, przy czym największe znajdują się u podnóża Alp (Zuryskie, Czterech Kantonów, Neuchâtel i Biel). Wyżyna pokryta jest ponadto głęboko wciętymi, krętymi dolinami rzek (Ren, Aare i in.).

## Pozostałe informacje
Klimat umiarkowany, dość chłodny i wilgotny. Wyżyna Szwajcarska jest gęsto zaludniona, mieszka tu większość ludności Szwajcarii oraz znajdują się na niej niemal wszystkie (prócz Genewy i Bazylei) większe miasta Szwajcarii: Berno, Zurych, Lozanna, Lucerna, Winterthur. Region ma charakter rolniczy, uprawiane są na nim np. zboża, drzewa owocowe, buraki cukrowe, tytoń. Gdzieniegdzie zachowały się płaty lasów: dębowych, bukowych, sosnowych i świerkowych.